# Acamprosate
Acamprosate, được bán dưới tên thương hiệu Campral, là một loại thuốc được sử dụng cùng với tư vấn để điều trị nghiện rượu.
Acamprosate được cho là để ổn định tín hiệu hóa học trong não nếu không sẽ bị gián đoạn do cai rượu. Khi được sử dụng một mình, acamprosate không phải là một liệu pháp hiệu quả cho chứng nghiện rượu ở hầu hết các cá nhân; các nghiên cứu đã phát hiện ra rằng acamprosate hoạt động tốt nhất khi được sử dụng kết hợp với hỗ trợ tâm lý xã hội vì nó tạo điều kiện giảm tiêu thụ rượu cũng như kiêng khem hoàn toàn.
Các tác dụng phụ nghiêm trọng bao gồm phản ứng dị ứng, nhịp tim bất thường và huyết áp thấp hoặc cao, trong khi các tác dụng phụ ít nghiêm trọng hơn bao gồm đau đầu, mất ngủ và bất lực. Tiêu chảy là tác dụng phụ phổ biến nhất. Acamprosate không nên được thực hiện bởi những người có vấn đề về thận hoặc dị ứng với thuốc.
Cho đến khi nó trở thành thuốc gốc ở Hoa Kỳ, Campral được sản xuất và bán tại Hoa Kỳ bởi các Forest Laboratories, trong khi Merck KGaA tiếp thị nó bên ngoài Hoa Kỳ.

## Sử dụng trong y tế
Acamprosate rất hữu ích khi được sử dụng cùng với tư vấn trong điều trị nghiện rượu. Trong ba đến mười hai tháng, nó làm tăng số người không uống rượu và số ngày không uống rượu. Nó có vẻ hoạt động tốt như naltrexone.

## Chống chỉ định
Acamprosate chủ yếu được loại bỏ bởi thận và không nên dùng cho những người bị suy thận nặng (độ thanh thải creatinin dưới 30  mL/phút). Giảm liều được đề nghị ở những người có thận bị suy giảm vừa phải (độ thanh thải creatinin trong khoảng từ 30   mL/phút và 50   mL/phút). Nó cũng chống chỉ định ở những người có phản ứng dị ứng mạnh với acamprosate calci hoặc bất kỳ thành phần nào của nó.

## Tác dụng phụ
Nhãn hiệu Hoa Kỳ mang những cảnh báo về sự gia tăng hành vi tự tử, rối loạn trầm cảm lớn và suy thận.
Các tác dụng bất lợi khiến mọi người ngừng dùng thuốc trong các thử nghiệm lâm sàng bao gồm tiêu chảy, buồn nôn, trầm cảm và lo lắng.
Các tác dụng phụ thường gặp khác bao gồm đau đầu, đau dạ dày, đau lưng, đau cơ, đau khớp, đau ngực, nhiễm trùng, triệu chứng giống cúm, ớn lạnh, tim đập nhanh, huyết áp cao, ngất, nôn, đau dạ dày, táo bón, tăng cảm giác ngon miệng, tăng cân, phù, buồn ngủ, giảm ham muốn tình dục, bất lực, hay quên, suy nghĩ bất thường, tầm nhìn bất thường, cảm giác bị bóp méo, run, chảy nước mũi, ho, khó thở, đau họng, viêm phế quản và phát ban.

## Dược lý

Acamprosate calci

### Dược lực học
Dược lực học của acamprosate rất phức tạp và không được hiểu đầy đủ; tuy nhiên, nó được cho là hoạt động như một chất đối vận thụ thể NMDA và bộ điều biến biến cấu dương tính của thụ thể GABAA. 
Ethanol và các loại thuốc benzodiazepin tác động lên hệ thần kinh trung ương bằng cách liên kết với thụ thể GABAA, làm tăng tác dụng của chất dẫn truyền thần kinh ức chế GABA(nghĩa là chúng hoạt động như chất điều chế biến cấu dương tính tại các thụ thể này). Trong lạm dụng rượu mãn tính, một trong những cơ chế chính của dung nạp được quy cho GABAMột thụ thể trở nên bị điều hòa (tức là những thụ thể này trở nên ít nhạy cảm hơn với GABA). Khi rượu không còn được tiêu thụ, các phức hợp thụ thể GABAA được điều chỉnh xuống này không nhạy cảm với GABAđến mức lượng GABAđiển hình được tạo ra ít có tác dụng, dẫn đến các triệu chứng cai nghiện vật lý; từ GABAthường ức chế phát xung thần kinh, GABAMột thụ thể kết quả gây tê trong dẫn truyền thần kinh kích thích không mấy khó khăn (ví dụ, ít tiềm năng sau synap ức chế xảy ra thông qua các thụ thể GABAA), dẫn đến tế bào thần kinh quá mức kích thích (ví dụ, nhiều tiềm năng hành động trong tế bào thần kinh sau synap). Một trong những cơ chế hoạt động của acamprosate là tăng cường tín hiệu GABAtại các thụ thể GABAA thông qua điều chế thụ thể allosteric tích cực. Nó đã được dự định để mở kênh ion chloride theo một cách mới vì nó không yêu cầu GABAlàm đồng sáng lập, khiến nó ít chịu trách nhiệm cho sự phụ thuộc hơn so với các thuốc benzodiazepin. Acamprosate đã được sử dụng thành công để kiểm soát chứng ù tai, hyperacusis, đau tai và áp lực trong tai khi sử dụng rượu do co thắt cơ bắp tympani.     
Ngoài ra, rượu cũng ức chế hoạt động của các thụ thể N -methyl- D -aspartate (NMDAR). Tiêu thụ rượu mãn tính dẫn đến việc sản xuất quá mức (upregulation) của các thụ thể này. Sau đó, việc kiêng rượu đột ngột khiến số lượng NMDAR hoạt động quá mức so với bình thường và góp phần gây ra các triệu chứng run mê sảng và tử vong do thần kinh kích thích. Rút khỏi rượu gây ra một sự đột biến trong việc giải phóng các chất dẫn truyền thần kinh kích thích như glutamate, kích hoạt NMDAR. Acamprosate làm giảm sự gia tăng glutamate này. Thuốc cũng bảo vệ các tế bào nuôi cấy khỏi độc tính kích thích gây ra do rút ethanol  và khỏi phơi nhiễm glutamate kết hợp với rút ethanol.

### Dược động học
Acamprosate không được chuyển hóa bởi cơ thể con người. Sinh khả dụng tuyệt đối của Acamprosate từ đường uống là khoảng 11%, và sinh khả dụng của nó bị giảm khi dùng cùng với thức ăn. Sau khi dùng và hấp thu acamprosate, nó được bài tiết dưới dạng không đổi (nghĩa là acamprosate) qua thận.

## Lịch sử
Acamprosate được phát triển bởi Lipha, một công ty con của Merck KGaA. và được chấp thuận cho tiếp thị ở châu Âu vào năm 1989.     
Vào tháng 10 năm 2001, Forest Laboratories đã giành được quyền tiếp thị thuốc ở Mỹ.
Nó đã được FDA chấp thuận vào tháng 7 năm 2004.
Các phiên bản chung đầu tiên của acamprosate đã được tung ra ở Mỹ vào năm 2013.
Kể từ năm 2015, acamprosate đã được phát triển bởi Confluence Enterprises như là một phương pháp điều trị tiềm năng cho hội chứng fragile X. Thuốc đã được cấp tình trạng mồ côi cho việc sử dụng này của FDA vào năm 2013 và bởi EMA vào năm 2014.

## Xã hội và văn hoá
"Acamprosate" là INN và BAN cho chất này. "Acamprosate calci" là USAN và JAN. Nó cũng được biết đến về mặt kỹ thuật là N -acetylhomotaurine hoặc calci acetylhomotaurine.
Nó được bán dưới tên thương hiệu Campral.

## Nghiên cứu
Ngoài khả năng rõ ràng là giúp bệnh nhân không uống rượu, một số bằng chứng cho thấy acamprosate là chất bảo vệ thần kinh (nghĩa là nó bảo vệ tế bào thần kinh khỏi bị hư hại và tử vong do tác động của việc cai rượu và có thể là các nguyên nhân khác gây ngộ độc thần kinh).